# Siège de l'OTAN
 (août 2025).
Ne doit pas être confondu avec Grand Quartier général des puissances alliées en Europe.
Le siège de l'OTAN est le centre politique et administratif de l'Organisation du traité de l'Atlantique nord. Il se situe à Haren, une section de la ville de Bruxelles, Région de Bruxelles-Capitale en Belgique. C'est le siège permanent du Conseil de l'Atlantique nord et il abrite les délégations nationales des pays membres ainsi que les bureaux de liaison ou les missions diplomatiques des pays partenaires. On y trouve aussi le Secrétariat international et l’État-major militaire international.

## Histoire
Lors de sa création en 1949, l'organisation situe son siège au 13, Belgrave Square, à Londres. Mais, le 15 septembre 1950, lors d'une réunion du Conseil de l'Atlantique nord à New York, il fut décidé de l'établir à Paris, en raison surtout de la position centrale qu'occupait la capitale française et des excellents moyens de communication dont elle disposait. C'est ainsi que l’Alliance atlantique occupa initialement des locaux temporaires au palais de Chaillot, en attendant la construction d'un bâtiment spécifique sur un terrain, porte Dauphine, offert par la France en avril 1954, sur lequel le « Palais de l’OTAN » sera bâti entre 1955 et 1957 sur les plans de l'architecte Jacques Carlu,. 
Le chantier pour ce bâtiment en forme de A débute officiellement le 26 novembre 1955 sur un terrain de 16 000 m2 dans un style monumental.
Il fait 24 mètres de hauteur pour 85 m de longueur et a six étages.
Il comporte lors de son inauguration le 15 décembre 1959 un millier de bureaux, treize salles de conférence, quatre studios de radio et deux de télévision, un grand restaurant, un petit restaurant, une cafétéria, d'un parking souterrain pour 500 voitures et 100 scooters.
Le Luxembourg fournit 3 500 tonnes d'acier pour ce chantier, le marbre vient d'Italie, les fenêtres en aluminium de Belgique, le système d'air climatisé des États-Unis, le système électronique (traduction simultanée, radio, télévision) des Pays-Bas, le standard téléphonique d'Allemagne de l'Ouest, les chaises en  teck laminé du Danemark, une mosaïque pour le restaurant est d'un artiste turc.
L'organisation s'y installera en 1959 et y restera jusqu'en 1966, année durant laquelle la France quitte le commandement intégré. Le bâtiment accueille ensuite  l'université Paris-Dauphine.
En décembre 1966, l'OTAN prit alors la décision d'installer son nouveau siège sur le territoire de la ville de Bruxelles. Initialement prévu sur le plateau du Heysel, il fut construit « provisoirement » à Haren, dans la banlieue nord-est de Bruxelles sur le boulevard Léopold III à l'endroit de l'ancien aérodrome de Haren.

### Le premier bâtiment (1967-2017)
Après un appel d'offres international, le Conseil de l'Atlantique nord confia la construction de ce nouveau siège, en mars 1967, à deux coentreprises belgo-germano-néerlandaises. Les travaux commencèrent immédiatement pour s'achever vingt-neuf semaines plus tard. Le site sera inauguré le 16 octobre 1967.

### Le nouveau bâtiment (inauguré le 25 mai 2017)
En 1999, lors du sommet de Washington, les chefs d'État et de gouvernement des pays de l'Alliance décident de
remplacer le bâtiment par un siège adapté à ses besoins. On décide alors la construction d'un nouveau siège situé juste en face de l'actuel sur le site des anciennes aérogares de l'aérodrome de Haren.
La construction débute en octobre 2010 et le bâtiment est inauguré le 25 mai 2017 lors du sommet de l'OTAN de 2017. Ce bâtiment fait 32 mètres de hauteur pour plus de 250 000 m2 de surface bâtie sur un terrain faisant en tout 49 hectares.
Pour le réaliser, il a notamment fallu détruire l'ancien quartier général de l'aviation belge, le Quartier Roi-Albert-Ier, installé autour de la dernière aérogare de Bruxelles qui se situait au bord de l'ancien aérodrome de Haren.
Le coût total de la construction est de 1,1 milliard d'euros, mais il a été réduit d'une centaine de millions, notamment grâce à une adjudication du gros œuvre à un prix inférieur à celui qui avait été prévu au consortium belgo-néerlandais BAM Alliance.
Voici la répartition de ces coûts :
| Type                                                 | Sociétes | Coût                |
| ---------------------------------------------------- | --- | ------------------- |
| Démolition                                           | La démolition des anciens bâtiments de l'ancien quartier général de l'aviation belge, le Quartier-Roi-Albert-Ier, installé autour de la dernière aérogare de Bruxelles qui se situait au bord de l'ancien aérodrome de Haren, face au siège actuel, de l'autre côté du boulevard Léopold III: De Meuter/Interbuild/CEI-De Meyer | 10 millions d'euros |
| Batiment                                             | L'architecture, la gestion de la conception et de la qualité du projet: SOM/ASSAR, ACG, Socotec, SNC-Lavalin | 115 millions        |
| Construction                                         | BAM Alliance | 458 millions        |
| Systèmes de sécurité électroniques                   | Siemens/Putman | 17 millions         |
| Audiovisuelle                                        | Televic | 26 millions         |
| Systèmes de détection incendie et extinction par gaz | Bemac (+ Expro) | 2 millions          |
| Réseau                                               | Lockheed Martin, devenu Leidos | 62 millions         |
| Autres services                                      | Gouvernance Otan et transition, révision annuelle, imprévus, sécurité de construction, règlement réclamation et marchés, y compris pour des équipements informatiques | 62 millions         |
| Mobilier                                             | | 64 millions         |
| Les coûts de construction                            | Les coûts de construction | 750 millions        |
| Total                                                | Total | 1.1 milliard        |

En 2018, environ 4 000 personnes travaillent à temps plein au siège de l’OTAN. Quelque 2 000 d’entre elles appartiennent aux délégations nationales et aux états-majors des représentants militaires nationaux auprès de l’OTAN. Il y a aussi approximativement 300 membres des missions des pays partenaires de l’OTAN. Le Secrétariat international et les agences implantées au Siège comptent environ 1 000 agents civils, et l’État-major militaire international comprend quelque 500 personnes, dont des civils. Les bâtiments abritent de cinq à six mille réunions par an.

## Transports et accès

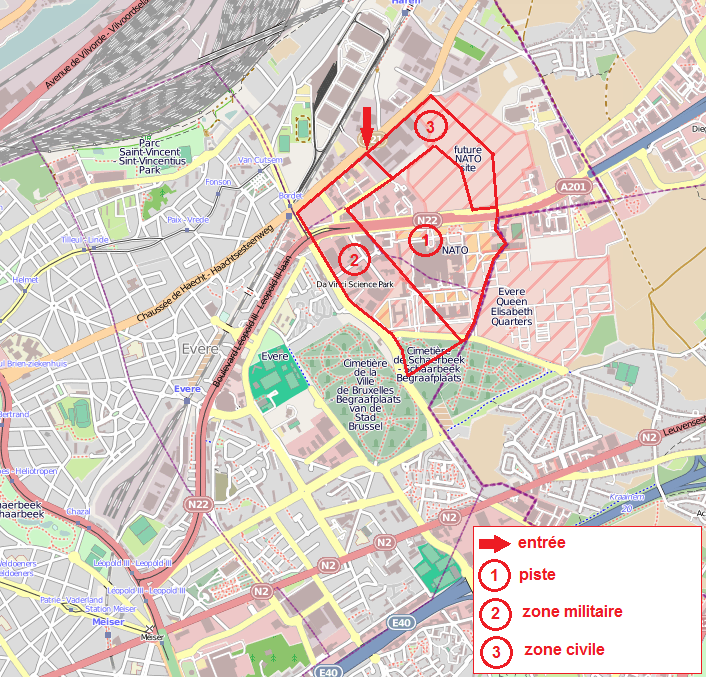
Localisation de l'ancien aérodrome de Haren, qui accueille le nouveau siège de l'OTAN, le long du boulevard Léopold III.

Le boulevard Léopold III est un grand axe à double voie reliant le centre de Bruxelles à son aéroport, ce dernier étant situé à un peu plus d'un kilomètre du site.
L'accès peut se faire en empruntant les lignes de bus de la STIB numéros 12, 21, 65 et le réseau De Lijn, ainsi que la ligne de tram 62.

## Galerie

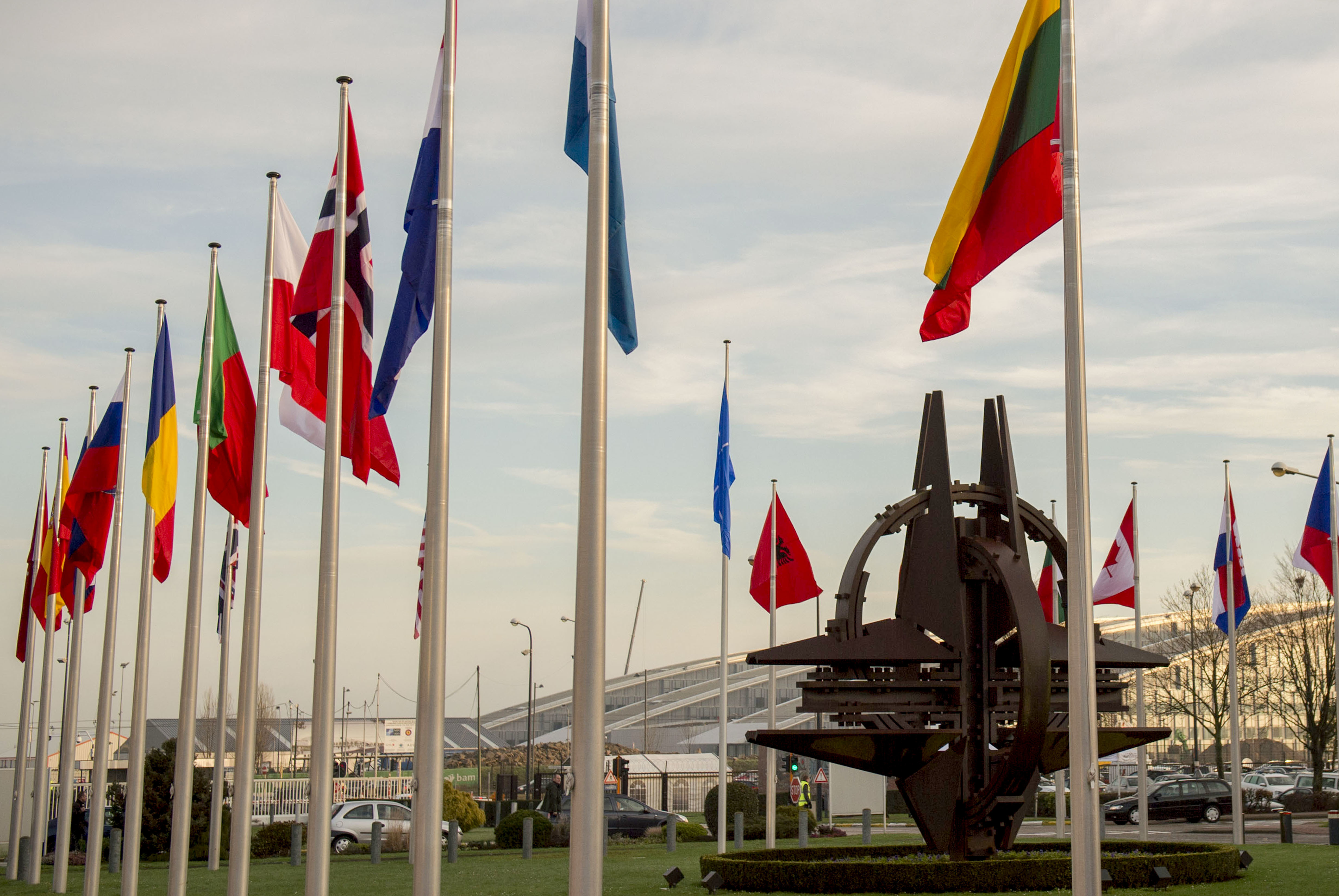
Les drapeaux des pays de l'OTAN, ainsi que la sculpture La Rose des Vents (2016).
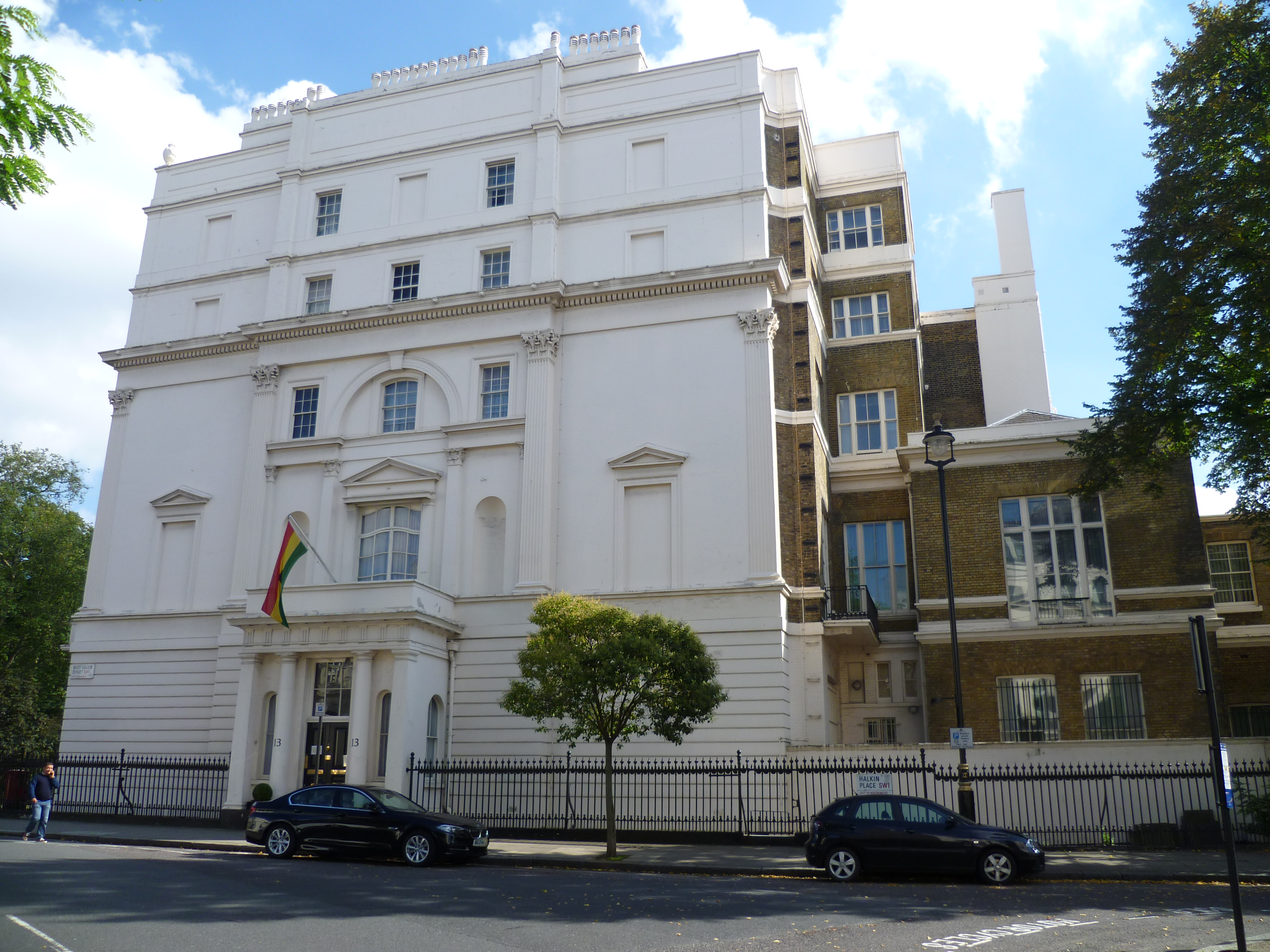
Siège à Londres de 1949 à 1952.
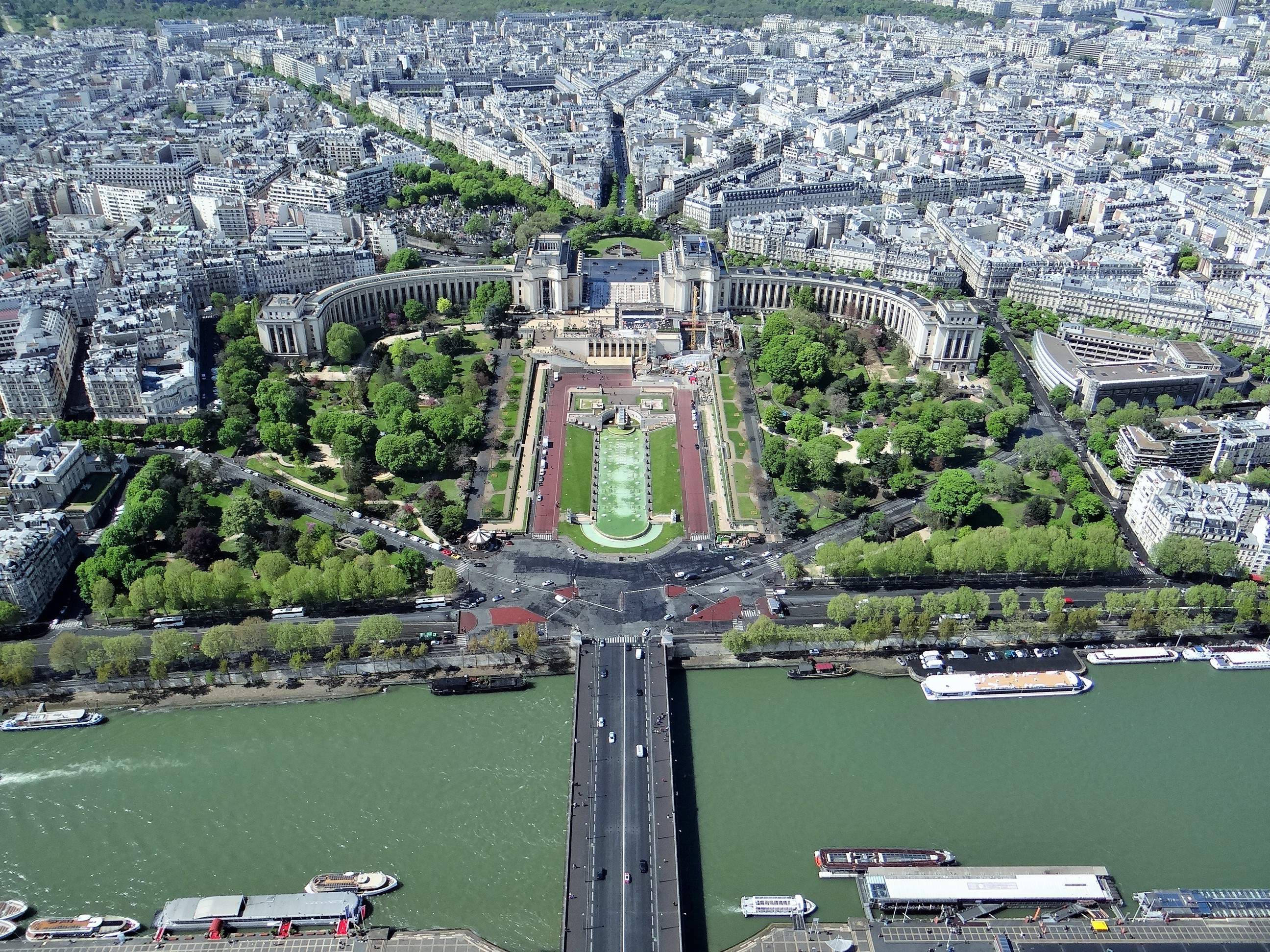
Palais de Chaillot de 1952 à 1959.
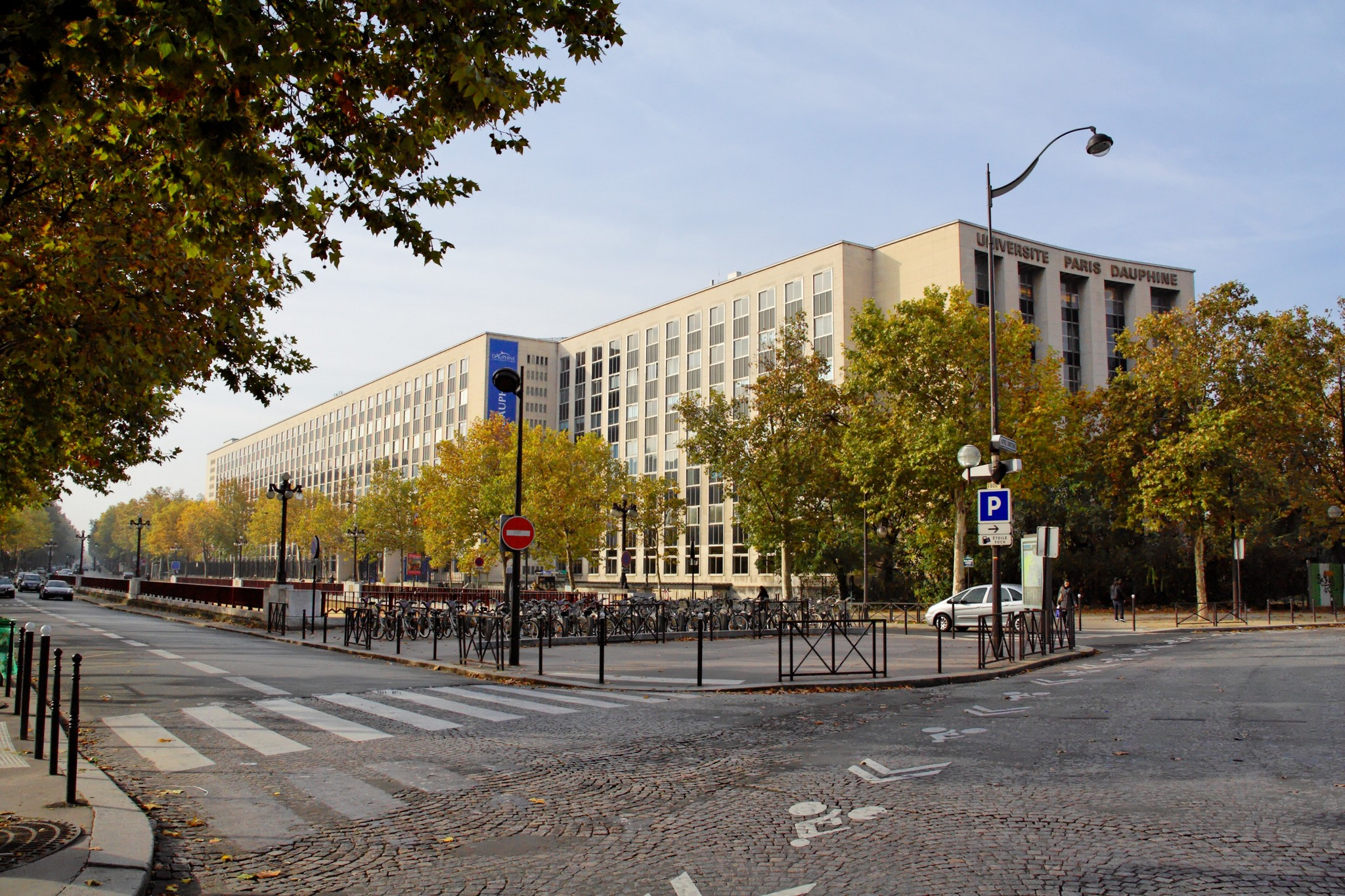
Palais de l'OTAN porte Dauphine, devenu l'université Paris-Dauphine, siège de l'OTAN de 1959 à 1967.
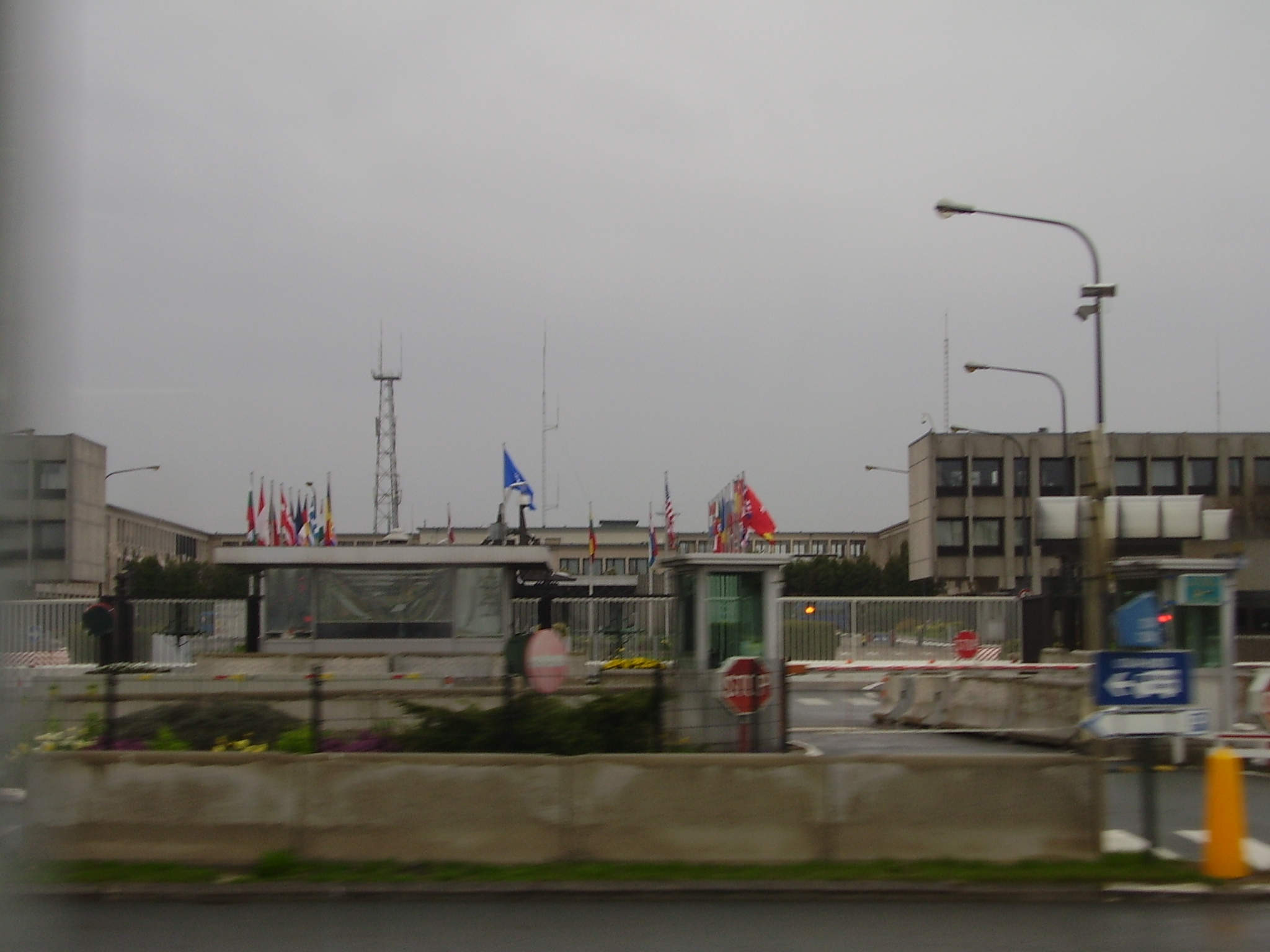
Siège de l'OTAN de 1967 à 2017.
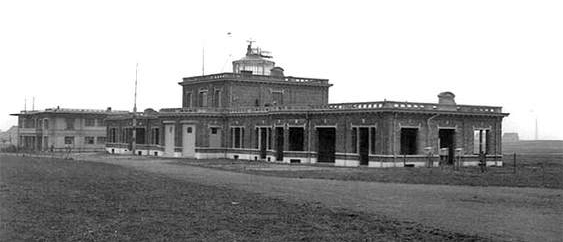
Le tout premier terminal aéroportuaire de Belgique qui desservait l'ancien aérodrome de Haren a été démoli, pour laisser la place au nouveau quartier général de l'OTAN.
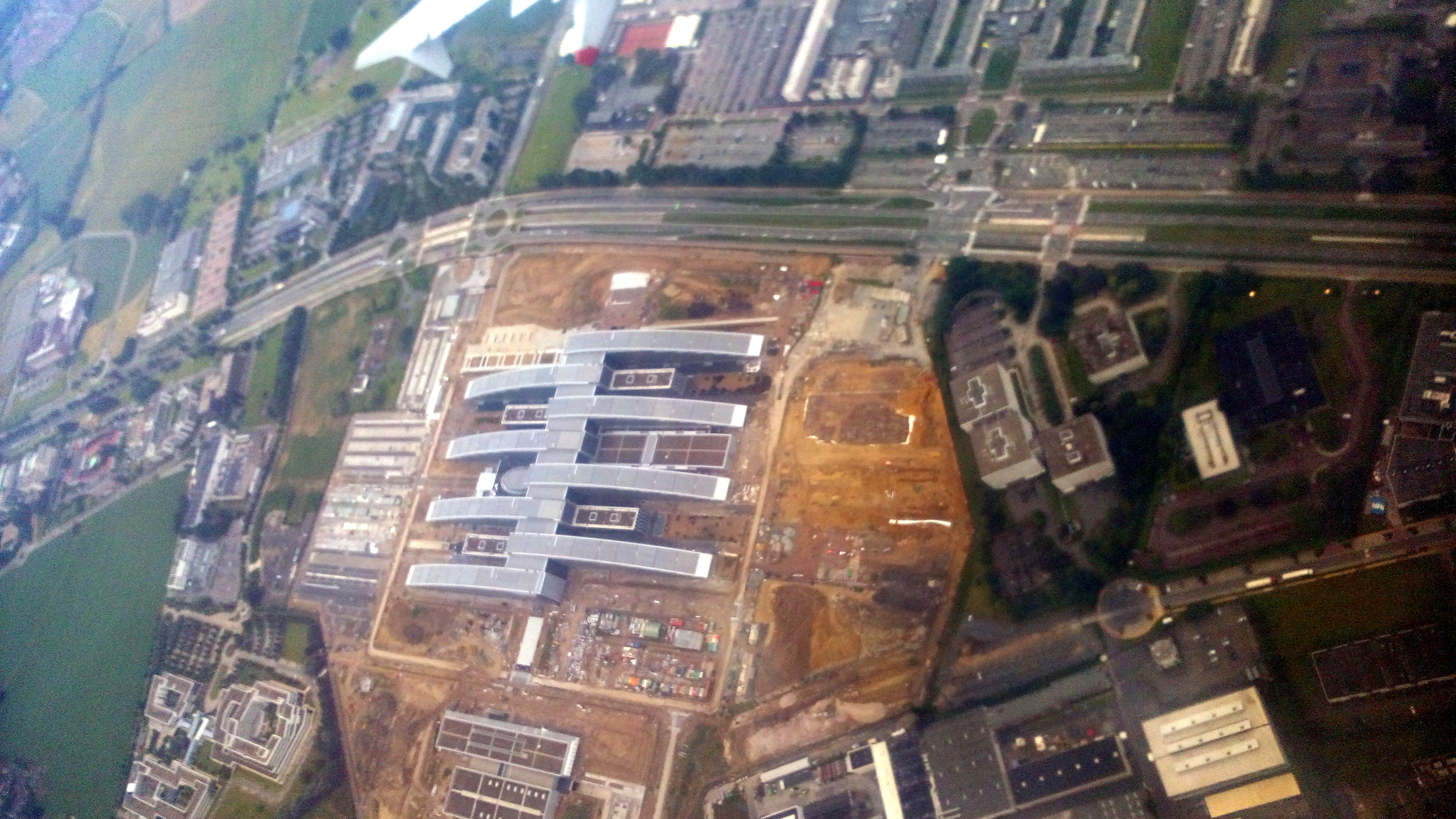
Vue aérienne du chantier en 2016.
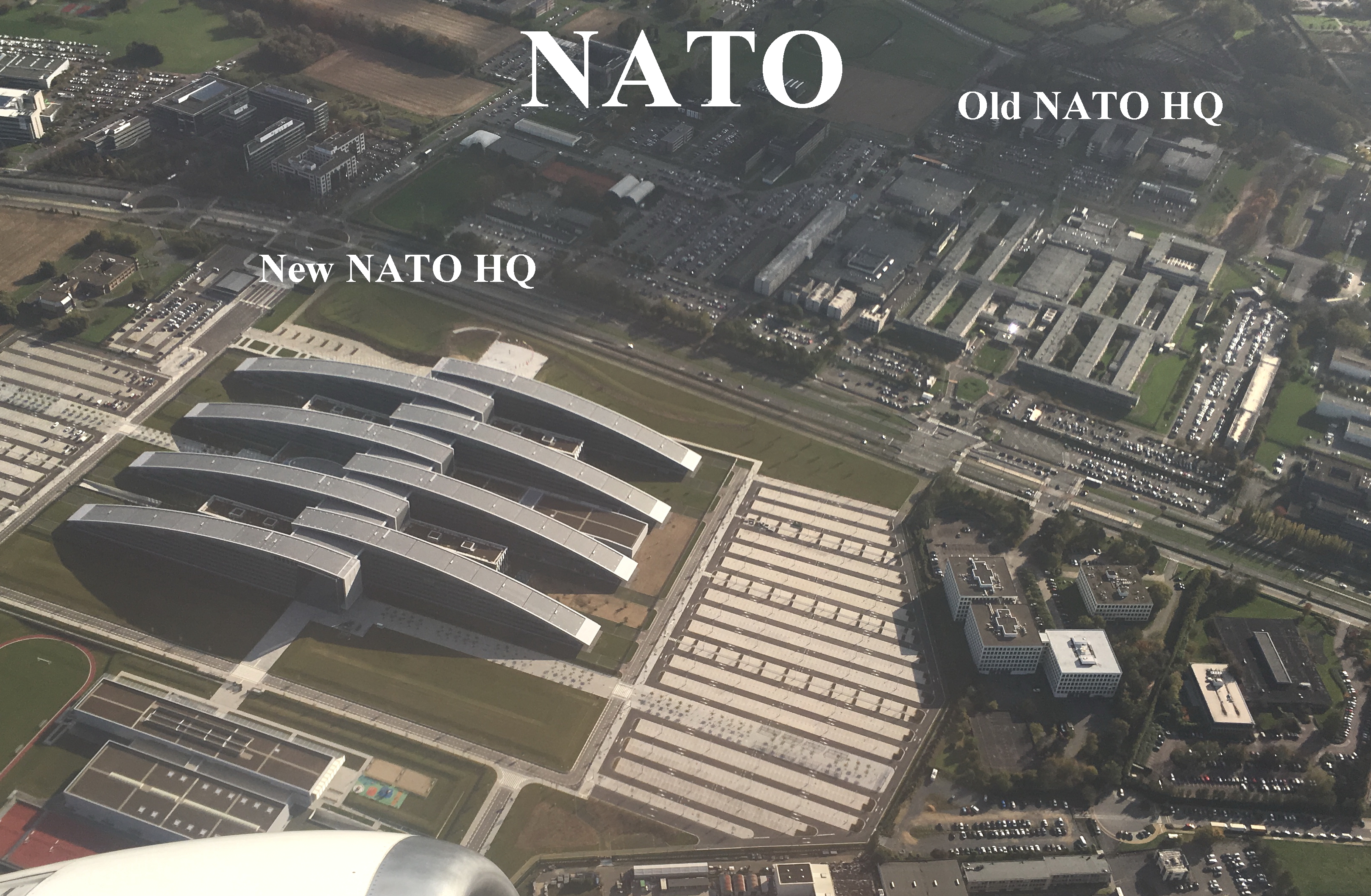
Le nouveau quartier général de l'OTAN.
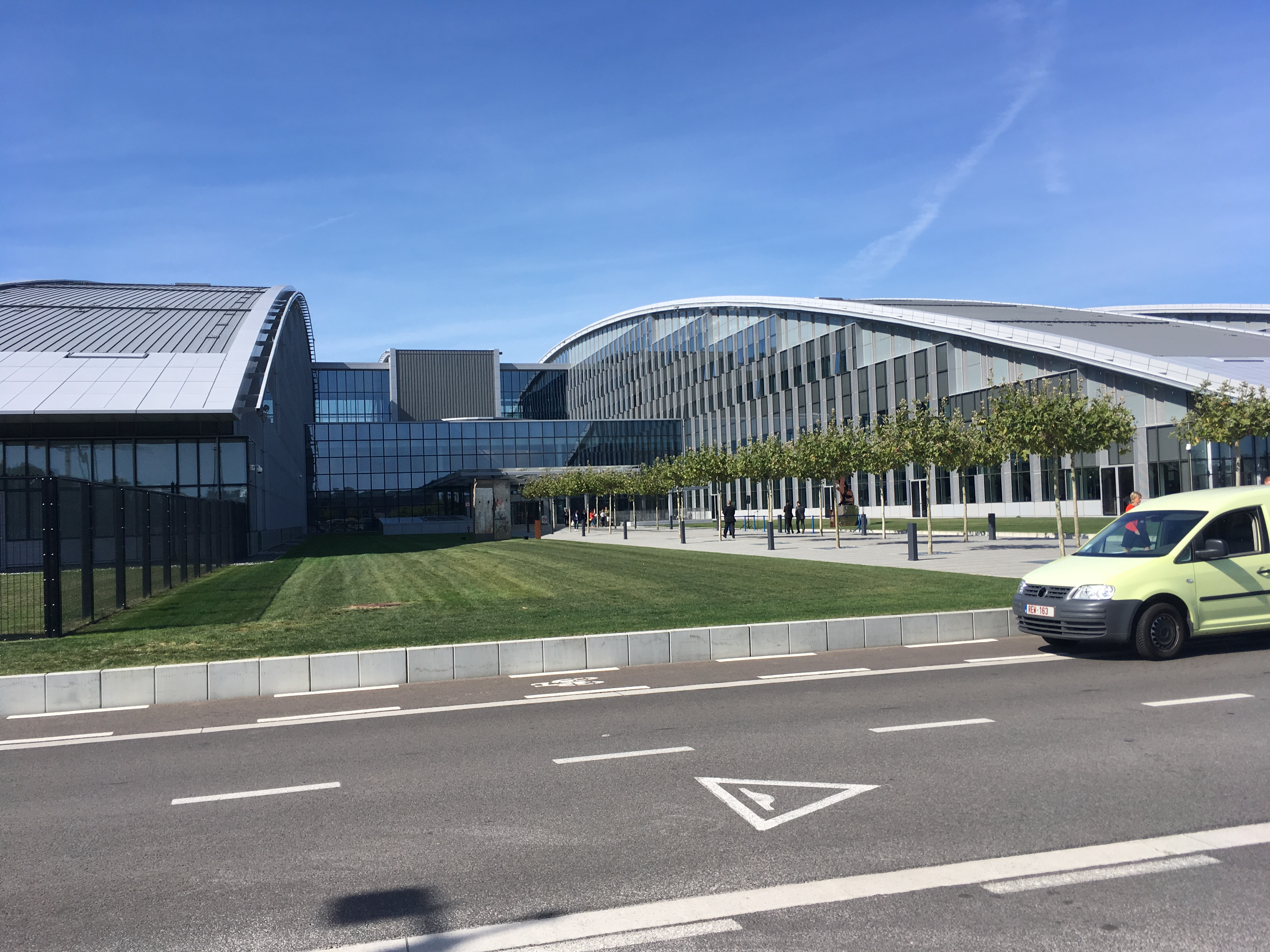
Siège de l'OTAN.
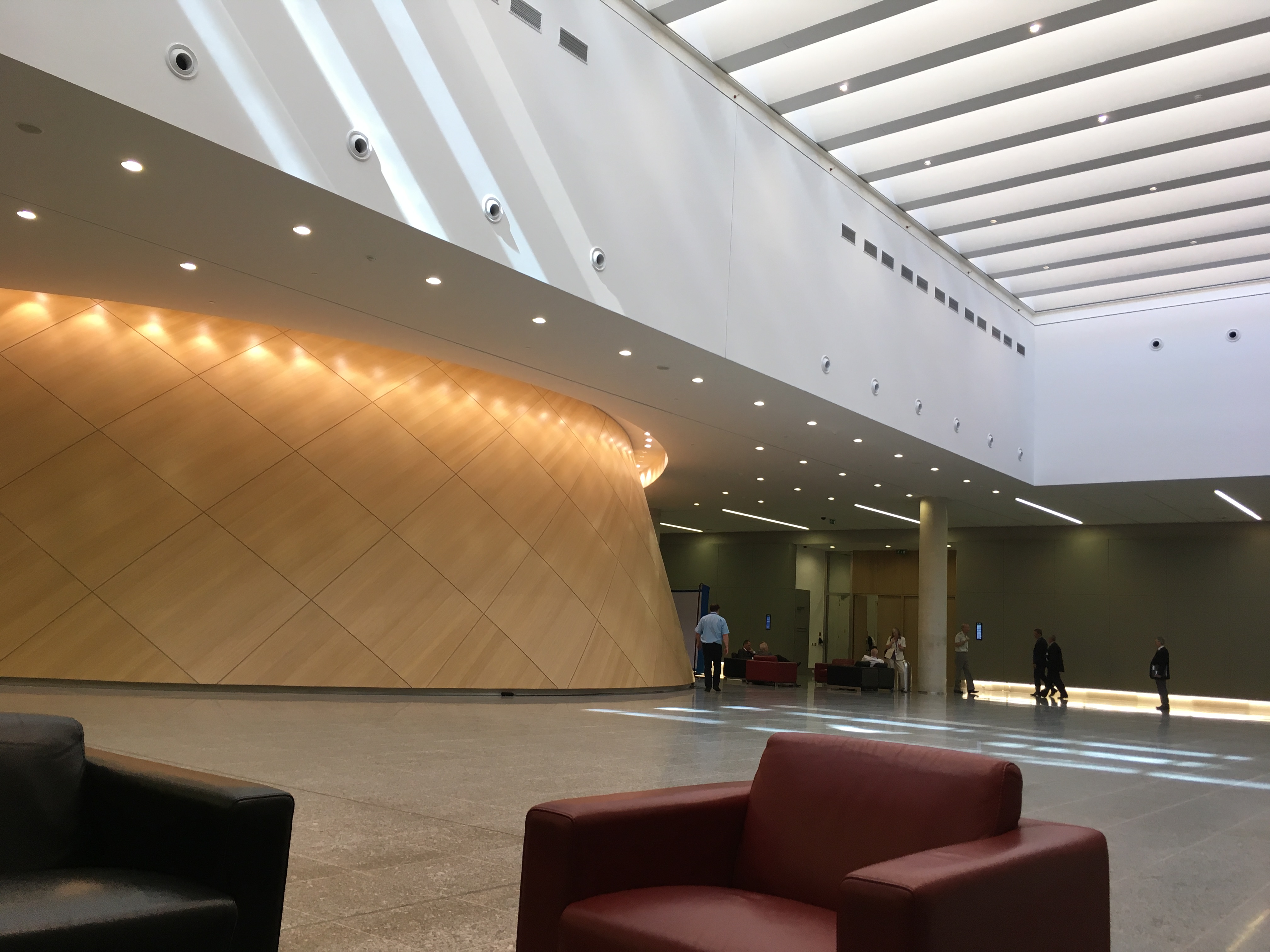
Intérieur du nouveau siège de l'OTAN. Photo prise en 2018.
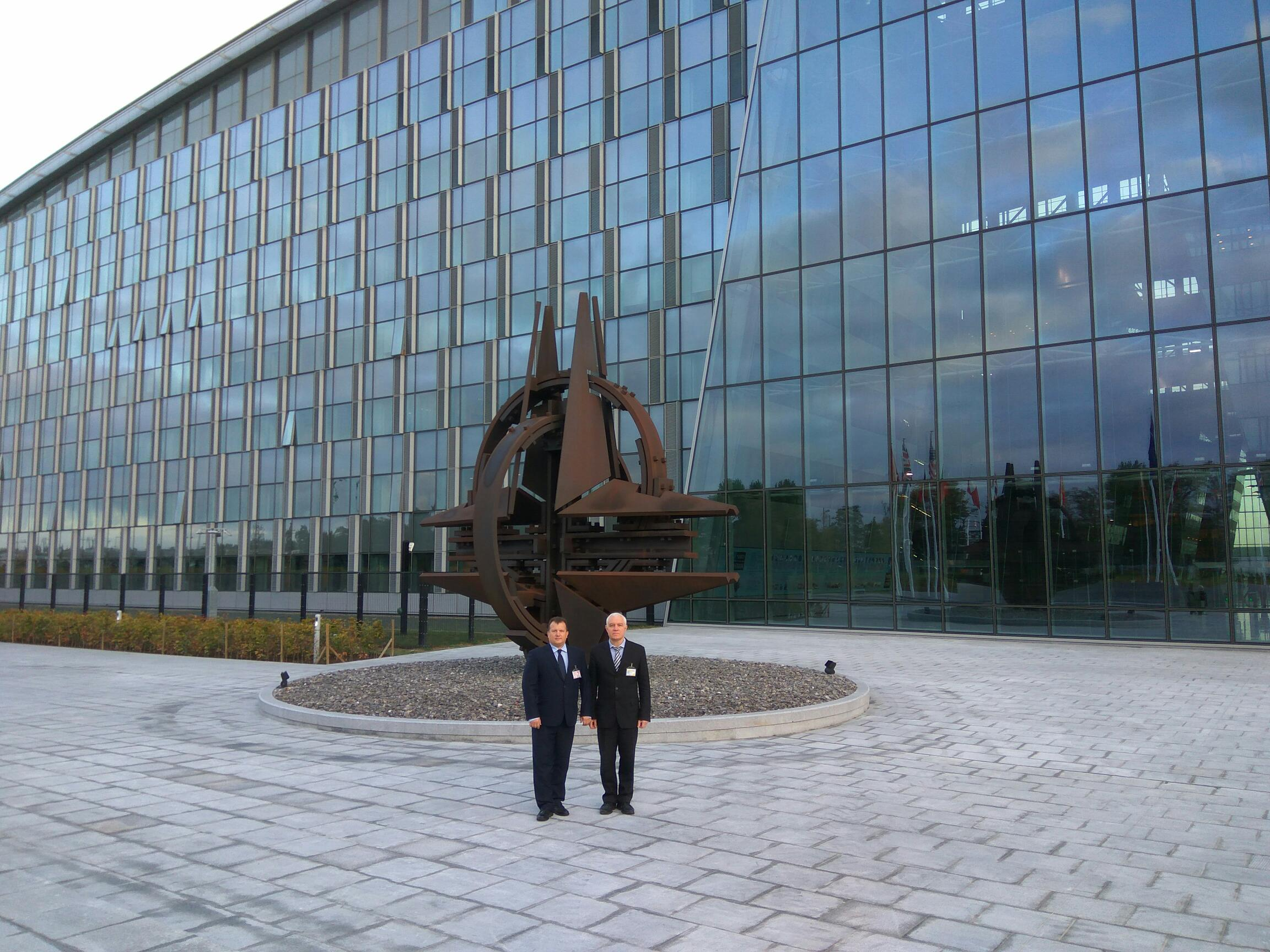
La sculpture La Rose des Vents (nouveau quartier général de l'OTAN).